# Норникель

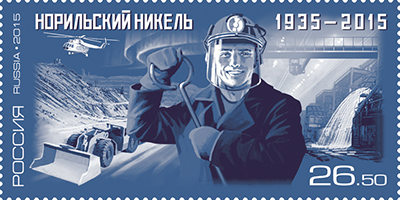
Почтовая марка России, 2015 год

ПАО «ГМК „Нори́льский ни́кель“» (бренд «Норни́кель», англ. Nornickel, до 2016 года — «Нори́льский ни́кель») — российская горно-металлургическая компания. Крупнейший в мире производитель никеля и палладия.  Обладает наибольшими запасами никелевой руды. Производит также платину, медь, серебро, золото, кобальт и другие цветные металлы.
ПАО «ГМК „Нори́льский ни́кель“» включает Заполярный филиал, ему также принадлежат «Кольская горно-металлургическая компания, Институт Гипроникель», Енисейское речное пароходство.
Штаб-квартира компании расположена в «Москва-Сити», в небоскрёбе «Меркурий». До октября 2014 года располагалась на Большой Татарской улице.

## История
В 1840-х годах Александр Миддендорф в ходе научной экспедиции от Санкт-Петербургской академии наук выяснил, что в Норильском рудном районе есть уголь. Позже экспедиции путешественника и геолога Иннокентия Лопатина и Фёдора Шмидта также засвидетельствовали факт открытия в 1865 году медного месторождения в Норильских горах. В частности, Шмидт описал уголь и поверхностную медную руду на месторождении Норильск-1.

### 1900—1944
В начале XX века геологическая партия под руководством Николая Урванцева провела открытие и геологическую разведку Норильского месторождения медно-никелевых руд.
В 1919 году были взяты первые пробы руд в районе будущего города Норильска экспедицией под руководством Николая Урванцева и Александра Сотникова, считающихся открывателями месторождений. В 1923 году Николай Высоцкий выявил присутствие в руде платины. Исследования продолжались до 1934 года, когда по результатам детальной разведки месторождений Норильск-1 и Норильск-2 был утверждён первый подсчёт запасов руд.
В 1922 году прошла первая зимовка геологоразведочной экспедиции Николая Урванцева у подножия Норильских гор, в том числе в рамках исследования реки Пясины.
В 1923 году на Норильском месторождении появился первый буровой станок.
В 1924 году в ленинградских лабораториях были получены данные анализа норильских руд.
В течение 1928-1933 гг. продолжилась геологоразведочные работы в регионе, а также геологические работы и бурение скважин.
В 1934-1935 гг. на Кольском полуострове был построен комбинат «Петсамон Никкели» (сейчас — площадка «Печенганикель»). Месторождение принадлежало Финляндии, постройку осуществляли специалисты из Канады.
В 1930-х годах Александр Ферсман исследовал месторождения в Мончетундре, вскоре после этого был построен комбинат «Североникель». Предприятие работало в том числе в годы Великой отечественной войны, отсюда в Норильск была эвакуирована часть рабочих и оборудования. Предприятие существовало отдельно от «Печенганикель» вплоть до объединения в Кольскую ГМК в 1998 году.
23 июня 1935 года Совет Народных Комиссаров СССР принял постановление о строительстве Норильского горно-металлургического комбината. На строительстве Норильска и комбината работали заключённые, в том числе узники Норильлага, среди них — Николай Урванцев, открыватель месторождений.
10 марта 1939 года на Малом металлургическом заводе Норильска был получен первый медно-никелевый штейн. 16 июня 1939 года завод выдал первый файнштейн.
В 1942 году на заводе был получен электролитный никель. 1 мая 1942 года первые 1100 килограммов этого вида никеля были отправлены в Красноярск для создания танковой брони.
В 1943 году на Малом металлургическом заводе была получена электролитная медь.
В 1944 году на заводе получили кобальт и первые тонны платиноидов.
В 1944 году в рамках перемирия с Финляндией произошла передача территорий с комбинатом «Петсамон Никкели» во владение СССР. В течение двух лет предприятие восстанавливали, с 1946 года комбинат снова начал функционировать, но поменял название на «Печенганикель».
В мае 1944 года Норильскому комбинату было впервые вручено переходящее Красное знамя Государственного комитета обороны.

### 1945—1989
В 1945 году начали работать Малая обогатительная фабрика и Большая агломерационная фабрика.
В период с 1947 по 1949 год были запущены коксохимический завод, Большая обогатительная фабрика и плавильный цех Медного завода. Большой металлургический завод стали называть Никелевым заводом.
В 1953 году Норильск получил статус города. В связи с чем Норильский комбинат перевели в гражданское министерство. В 1953 году Норильский комбинат производил 35 % никеля, 12 % меди, 30 % кобальта и 90 % платиноидов от общего производства этих металлов в Советском Союзе.
В 1960 году было открыто крупнейшее в мире месторождение сульфидных медно-никелевых руд — Талнахское. Крупные рудные проявления в районе Талнахских гор были обнаружены годом ранее, но именно 1960-й год чаще указывается в качестве официального года открытия.
В 1965 году было открыто месторождение медно-никелевых руд Октябрьское (изначально — Хараелахское). Практически одновременно появился населённый пункт Талнах. Открытие месторождения способствовало большей динамики развития Талнаха.
Также в 1965 году для освоения Талнахского месторождения был открыт рудник «Маяк». Годом позже была построена первая очередь рудника, открыты Нижне-Хетское и Зимнее месторождения природного газа.
В период с 1967 по 1973 год произошло несколько важных событий для развития добычи полезных ископаемых в регионе и на предприятиях «Норникеля». Пуск второй очереди цеха электролиза меди (ЦЭМ-2), достижение Дудинским портом объема грузооборота более 1 млн тонн в год. достижение рудником «Маяк» проектной мощности. Также в указанном периоде начали работу рудники «Комсомольский» и «Октябрьский».
В 1979 году введён в строй Надеждинский металлургический завод.
В 1981 году заработала Талнахская обогатительная фабрика.
4 ноября 1989 года Совет Министров СССР принял постановление о создании «Государственного концерна по производству цветных металлов „Норильский никель“». В концерн были включены Норильский комбинат, комбинаты «Печенганикель» и «Североникель», Оленегорский механический завод и Красноярский завод по обработке цветных металлов. Эти предприятия были объединены в единый концерн на основе общей технологической схемы переработки сульфидных медно-никелевых руд.

### 1990—1999
В 1993 году указом Президента РФ концерн «Норильский никель» был преобразован в российское акционерное общество по производству цветных и драгоценных металлов «Норильский никель» (РАО «Норильский никель»).
В 1994 году проведено акционирование предприятий РАО «Норильский никель». В 1995 году «ОНЭКСИМ-банк» Владимира Потанина на залоговом аукционе за $170,1 млн получил 38 % уставного капитала концерна (51 % голосующих акций). В 1997 году структуры Потанина выкупили этот пакет за $640 млн.

### 2000—2019
В 2001 году была проведена реструктуризация компании — владельцы акций РАО «Норильский никель» обменяли свои акции на акции ГМК «Норильский никель». Акции компании стали торговаться на биржах РТС и ММВБ.
В 2002 году «Норильский никель» приобрёл группу «Полюс», став крупнейшим производителем золота в России с долей рынка, превышающей 15 %. Все золотодобывающие активы «Норильского никеля» были переведены в компанию «Полюс». В 2006 году «Полюс» был выделен в отдельное акционерное общество «Полюс Золото».
В 2006 году ГМК получил лицензию на Масловское месторождение. Запасы месторождения были приняты на госучёт в сентябре 2009 года.
В 2007 году «Норильский никель» одержал победу за покупку канадской LionOre, предложив $6,3 млрд.
В 2009 году был сформирован собственный ледокольный флот компании «Норникель».
В 2014 году «Норильский никель» продал некоторые зарубежные активы — золоторудные компании и никелевый проект в Австралии.
В 2016 году прошло ускоренное закрытие Никелевого завода, старейшего в компании (1942 год постройки), расположенного в черте Норильска. Одной из причин закрытия стали экологические соображения. Стоимость ускоренного закрытия составила 11 млрд руб. В том же году был проведён ребрендинг — изменён логотип компании и наименование на «Норникель».
В 2017 году «Норникель» стал единственным производителем никеля в России. Бренд «Норникеля» оценён Brand Finance в $675 млн. Запущен Быстринский ГОК в Забайкалье, строительство которого оценивается в $1,5 млрд, производительность — в 10 млн тонн руды в год. «Норникель» вошёл в топ-5 рейтинга WWF экологической ответственности горнодобывающих компаний России.
В 2018 году «Норникель» создал «совместное предприятие (СП) с «Русской платиной». Заявленный объём выпуска металлов платиновой группы — до 100 тонн в год, что сопоставимо с объёмами производства самого «Норникеля». От ГМК в СП вошло Масловское месторождение, а от «Русской платины» — Черногорское и южная часть месторождения Норильск-1. Однако уже в 2020 году СП распалось, поскольку проект заблокировал «Русал», при этом «Русская платина» и «Норникель» договорились об операционном партнёрстве по разработке Черногорского месторождения.
Также в 2018 году «Интеррос» Владимира Потанина выкупил 2,1 % акций «Норникеля» у Романа Абрамовича, доведя долю до 32,9 %. В том же году завершён основной этап реконструкции норильского аэропорта, принадлежащего «Норникелю», с общим объёмом инвестиций свыше 12,5 млрд рублей, из них 7,6 млрд выделено из федерального бюджета. В том же году «Норникель» договорился с немецким концерном BASF о поставке никеля и кобальта на завод в финском городе Харьявалте по производству аккумуляторных материалов для электромобилей мощностью 300 тыс. автомобилей в год.
В 2019 году Роман Абрамович продал 1,7 % акций «Норникеля» за $551 млн широкому кругу инвесторов, при этом структуры Владимира Потанина, «Русал», а также связанные с ними стороны не могли участвовать в покупке. «Норникель» стал лучшим работодателем России по версии журнала Forbes (на тот момент в компании работало более 75 тыс. сотрудников), в мировом рейтинге компания заняла 36-е место. В том же году Forbes поставил ГМК «Норильский никель» на первое место в списке российских компаний по выплатам премий топ-менеджерам. «Норникель» стал генеральным партнёром Всемирной зимней универсиады — 2019.

### 2020—настоящее время
29 мая 2020 года произошла авария на ТЭЦ-3, принадлежащей Норильско-Таймырской энергокомпании («дочке» «Норникеля») (подробнее — в разделе «Аварии на предприятиях»).  В августе 2021 года МЧС сообщило о полной ликвидации разлива топлива.
Также в 2020 году «Норникель» сообщил, что направит около 20 млрд руб. на борьбу с пандемией коронавируса. В том же году «Норникель» начал проект по цифровизации продаж металлов, став первым эмитентом своей швейцарской платформы по токенизации промышленных активов Atomyze.
В начале 2021 года «Норникель» из-за подтопления частично приостановил работу на двух ключевых рудниках — «Октябрьском» и «Таймырском».
Летом 2021 года «Норникель» выпустил первую в истории металлургической отрасли партию углеродно-нейтрального никеля (УНН).
В 2022 году, несмотря на санкции и вторжение России на Украину, «Норникель» сохранил прогнозы на год и заявил, что производство остаётся стабильным.
В июне 2022 года председателем совета директоров компании был выбран Андрей Бугров, до этого занимавший должность старшего вице-президента по устойчивому развитию. Три независимых неисполнительных директора вышли из совета директоров — Г. Пенни (бывший председатель совета директоров), Р. Маннингс и Р. Эдвардс.
В июле 2022 года Лондонская биржа металлов (LME) заявила, что не планирует запрещать «Норникелю» торги металлами на своей площадке, так как компания не входит в санкционный список Великобритании.
Летом 2022 года «Норникель» выделил вертолет для спасения медведицы, из пасти которой врачи достали застрявшую банку из-под сгущёнки. В конце 2022 года компания заявила об увеличении вдвое размера пожертвований для еще одного медведя — белого медведя Диксона, спасенного с одноимённого острова.
В декабре 2022 года стало известно, что «Норникель» не попал под санкции США, затронувшие владельца компании Владимира Потанина.
В марте 2023 года глава «Норникеля» Владимир Потанин сообщил, что компания «переходит на режим экономии горной техники и оборудования». Выбранная мера не приведет к сокращению ранее заявленных инвестиционных обязательств.
В апреле 2023 года при поддержке «Норникеля» в Норильске прошел благотворительный хоккейный матч с участием команды «Легенды хоккея». По итогам игры было собрано 6 млн рублей на поддержку и развитие детского хоккея в Норильске.
С 17 апреля 2023 года «Норникель» прекратил публиковать информацию на Лондонской фондовой бирже (LSE) из-за сложностей с поиском исполнителя в условиях санкций. Компания продолжила публиковать существенную информацию на своем сайте.
Летом 2023 года при поддержке «Норникеля» прошла научно-образовательная экспедиция «Арктический плавучий университет — 2023». В задачи этого экологического проекта вошли изучение биоразнообразия и загрязнения арктических морей и островных территорий, а также гидрометеорологического режима морей Северного Ледовитого океана.
В сентябре 2023 года «Норникель» и «Лукойл», используя свои дочерние структуры, создали совместное предприятие  — компанию по добыче нефти и газа «Варейнефтегаз». Доли между партнёрами поделены пополам.
В декабре 2023 года стало известно, что «Норникель» приобрел 50% в ООО «РНК-Холдинг» и вошёл в проект по созданию завода по выпуску плоского проката из нержавеющей стали. Эксперты считали, что сделка позволит компании увеличить внутренний рынок сбыта для выпускаемого ей никеля.

### Приватизация
В 1994 году было проведено акционирование предприятий РАО «Норникель». В соответствии с планом приватизации часть акций РАО была передана трудовому коллективу, часть была выставлена на реализацию на чековых аукционах. Владельцами акций «Норильского никеля» стали более 250 тысяч человек.
Контрольный пакет акций РАО (38 %, или 51 % голосующих), закреплённый в федеральной собственности, в ноябре 1995 года был выставлен на залоговый аукцион. По его результатам «ОНЭКСИМ-банк» стал номинальным держателем контрольного пакета акций РАО «Норникель».
5 августа 1997 года состоялся коммерческий конкурс с инвестиционными условиями, на котором государственный пакет акций РАО «Норникель» был приобретён ЗАО «Свифт», представлявшим интересы группы «ОНЭКСИМ-банка». Победитель заплатил государству за 38 % акций РАО $270 млн, а также исполнил дополнительные условия конкурса по финансированию инвестиционной программы и выплате долгов.
Вывод о том, что цена, по которой был приватизирован «Норникель», соответствовала его стоимости, содержится в
- заключении, представленном академиком-секретарём Отделения экономики Российской академии наук Д. С. Львовым № 14300-2113/91;
- заключении, представленном ректором Финансовой академии при Правительстве РФ А. Г. Грязновой № 93-1.

В 1997 году с целью повышения инвестиционной привлекательности предприятий РАО и внедрения современных управленческих моделей были созданы ОАО «Кольская горно-металлургическая компания» и ОАО «Норильская горная компания».
В 1997–2000 годах Счётная палата провела проверку приватизации «Норильского никеля». В Отчёте о результатах проверки приватизации федерального пакета акций РАО «Норильский никель» от 9 июня 2000 года указывается, что приватизация была проведена в полном соответствии с российским законодательством. В отчёте говорится, что начальная цена пакета акций РАО «Норильский никель», выставляемых на залоговый аукцион и коммерческий конкурс, была установлена в соответствии с нормативными актами РФ и определялась высокой задолженностью РАО «Норильский никель» в тот период, а также высокими социальными обязательствами предприятия. К аналогичным выводам пришли в Генеральной прокуратуре и Правительстве РФ, где также проводились соответствующие проверки.
Вместе с тем существует и другая точка зрения, изложенная в книге бывшего заместителя председателя Счётной палаты РФ Ю. Ю. Болдырева «О бочках мёда и ложках дёгтя». Там указывается, что «Норильский никель» являлся к моменту проведения залогового аукциона монополистом на рынке никеля (более 90 % российского производства) и меди (более 60 %), имел обеспеченность рудами на 95–100 лет, годовую прибыль в размере $1,5 млрд  и рентабельность производства более 70 %. Поэтому реальная стоимость «Норильского никеля» была существенно выше, чем те $180 млн, за которые он был продан. Кроме того, Ю. Ю. Болдырев приводит целый ряд фактов, говорящих о притворном характере сделок с залогово-кредитными аукционами (в том числе по «Норильскому никелю»), которые Правительство РФ в 1995 году заключало с целью приватизировать наиболее ценные государственные активы в обход закона о приватизации. В книге приводится также письмо, направленное Счётной палатой в Генеральную прокуратуру с требованием к Ю. И. Скуратову выступить в суде с исками в защиту интересов Российской Федерации и немедленно расторгнуть фиктивные сделки с залогово-кредитными аукционами. Тем не менее генеральный прокурор этого не сделал.

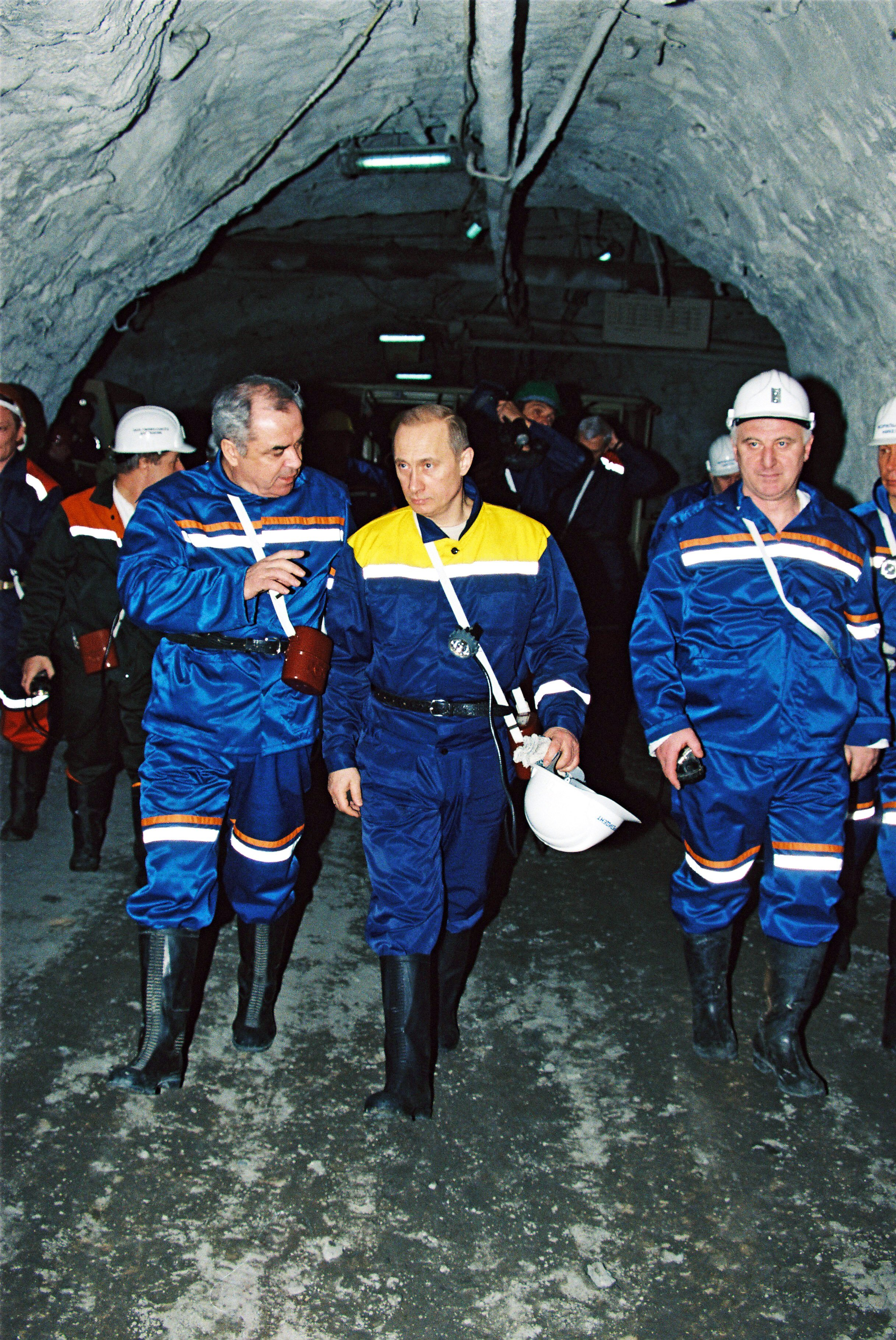
Владимир Путин на руднике «Октябрьский» с генеральным директором Заполярного филиала ГМК «Норильский никель» Джонсоном Хагажеевым (слева)

В дальнейшем Счётная палата обнародовала множество фактов, свидетельствовавших о противозаконной приватизации госсобственности. Однако уже в 2000 году Счётная палата представила новый отчёт, который, по мнению Ю. Ю. Болдырева, был «шит белыми нитками» и направлен на некоторую «реабилитацию» новых собственников «Норильского никеля» во главе с О. В. Потаниным. Несмотря на это, отчёт был утверждён коллегией, но Ю. Ю. Болдырев оставил в связи с ним своё особое мнение.
Схожая с Болдыревым версия о переходе «Норильского никеля» от государства к структурам «ОНЭКСИМ-банка» с подробностями и интервью участников аукциона описана в книге Дэвида Хоффмана «Олигархи».

### Вхождение «Русала» в капитал компании и конфликт акционеров
В апреле 2008 года Михаил Прохоров, бывший наряду с Владимиром Потаниным крупнейшим совладельцем компании, продал свою долю в 25 % плюс 1 акция крупнейшей в мире алюминиевой компании «Российский алюминий» («Русал», UC Rusal), контролируемой Олегом Дерипаской. Прохоров получил 14 % «Российского алюминия» акциями и около $5 млрд  наличными (из обещанных $7 млрд наличными Дерипаска выплатил сразу только часть, другая часть была конвертирована в дополнительные акции «Русала», ещё часть выплачена после IPO алюминиевого холдинга). Новый акционер попытался добиться объединения двух компаний. Однако дальнейшие действия акционеров компании повлекли за собой корпоративный конфликт.
Существенные споры возникли вокруг постов генерального директора и председателя совета директоров «Норникеля», а также состава совета директоров. Акционеры заключили перемирие в ноябре 2008 года, незадолго до этого компанию возглавил сослуживец Владимира Путина по КГБ, бывший глава Ростуризма Владимир Стржалковский.
Немаловажным аспектом в борьбе акционеров стал тот факт, что сам «Норникель» выкупил с рынка существенный пакет своих акций — 17,3 %, и данные казначейские акции «голосовали» на стороне менеджмента компании.
В ходе конфликта «Интеррос» делал «Русалу» предложение о выкупе его пакета акций за $9 млрд , затем «Норникель» направил «Русалу» предложение о приобретении у него 25 % своих акций за $12 млрд , затем предложил выкупить 20 % ГМК за $12,8 млрд. От всех предложений компания Олега Дерипаски отказалась. В августе 2011 года «Норникель» вновь предложил «Русалу» выкупить его пакет, на этот раз за $8,75 млрд.
Весной 2011 года, по информации «Ведомостей», уже Потанину со стороны бизнесменов Виктора Вексельберга и Леонида Блаватника поступило предложение выкупить его долю в компании. Сумма предложения, по оценкам газеты, составила $19,2 млрд; предприниматель ответил отказом.
В начале декабря 2012 года стороны заявили о примирении, призвав в качестве арбитра Романа Абрамовича. Дерипаска, Потанин и Абрамович подписали новое акционерное соглашение, в соответствии с которым генеральным директором «Норникеля» должен был стать, вместо не устраивающего «Русал» Стржалковского, сам Владимир Потанин, а 16,9 % казначейских акций, находящихся на балансе компании, должны быть погашены. Часть акций нынешние акционеры, как предполагается, продадут Абрамовичу (2,84 % акций продаст Потанин за $867,3 млн, а 2,03 % — Дерипаска за $619,7 млн). Также ожидается, что «Интеррос», «Русал» и Millhouse (компания Абрамовича) должны создать траст, куда будут переданы равные части их долей в «Норникеле» (7,3 % акций с каждого), для того чтобы Абрамович мог, выступая в качестве третейского судьи, управлять в совокупности 20 % акций. Помимо этого стороны договорились о прекращении всех судебных процессов и избрании нового совета директоров с равномерным представительством.
В марте 2023 года глава компании Владимир Потанин заявил, что «Норникель» не планирует заключать новое акционерное соглашение с «Русалом».

## Собственники
«… в сентябре прошлого (2022) года российский олигарх Владимир Потанин, владеющий „Норильским никелем“, высказал идею предложить работникам указанной корпорации четверть всех акций. Мол, это, по его мнению, будет создавать у работников чувство, что они не просто рабочие и служащие корпорации, а ее совладельцы».
Структура акционерного капитала компании на 28.11.2023, согласно официальным данным:
- INTERROS LIMITED — 37 %
- МКПАО «ЭН+ ГРУП» — 26,39 %
- Прочие акционеры — 36,61 %

Основные акционеры компании на январь 2024 года, согласно ТАСС:
- «Интеррос» Владимира Потанина — 37 % акций
- «Русал» — 26,39 % акций

Ранее также сообщалось, что часть компании (4,7 % акций) принадлежит «Crispian» Романа Абрамовича и Александра Абрамова.
0,99% акций «Норникеля» в 2022 году приобрело ООО «Тасей Холдинг», подконтрольное основателям Evraz Александру Абрамову и Александру Фролову.
В ходе развода между Владимиром Потаниным и его бывшей супругой Натальей в 2015 году Пресненский суд города Москвы пришёл к заключению, что Владимир Потанин не является ни совладельцем «Норильского никеля», ни совладельцем холдинга «Интеррос».
Рыночная капитализация компании на Московской бирже на январь 2024 года — 2,4 трлн рублей.

## Руководство

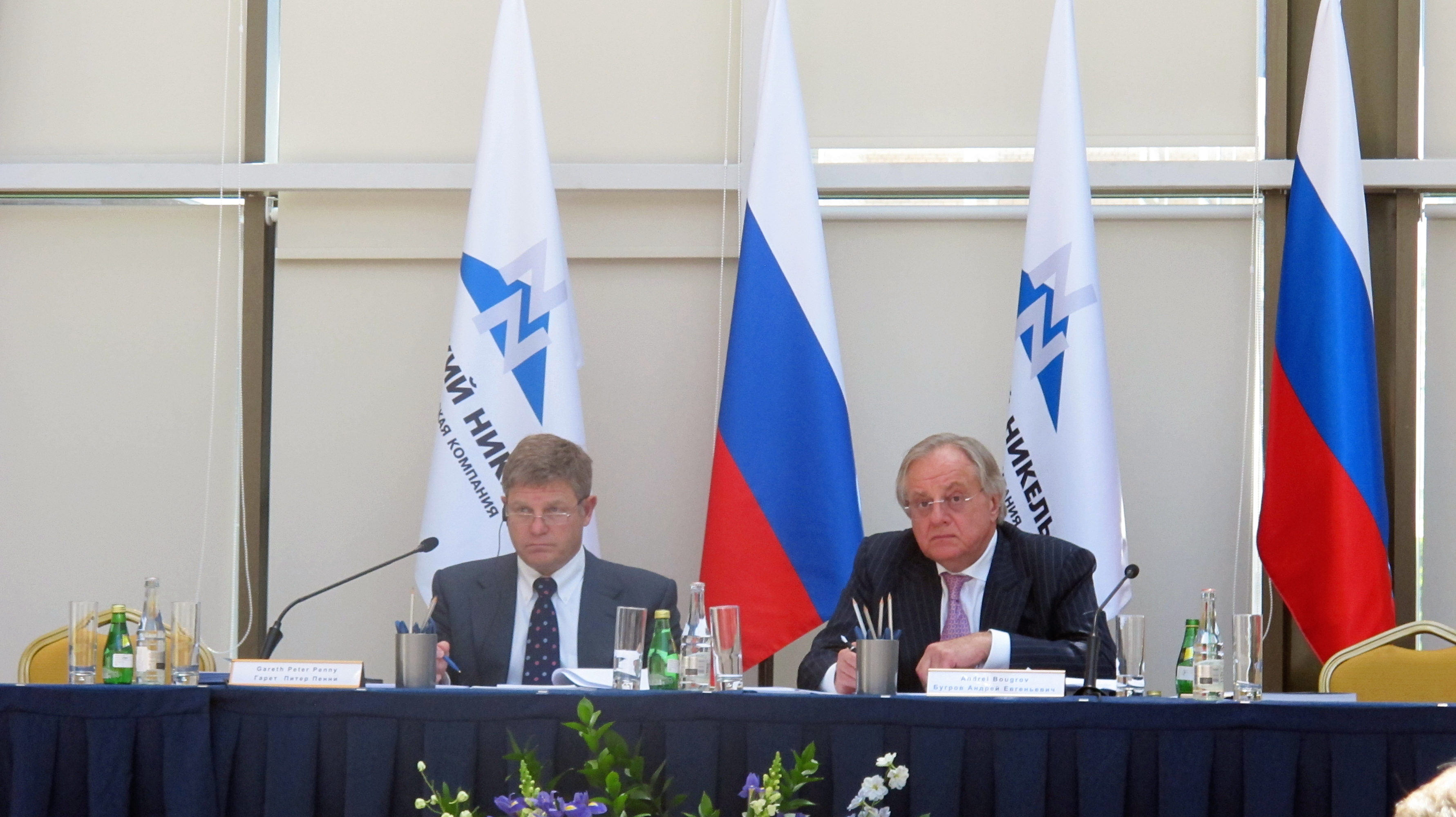
Гарет Пенни и Андрей Бугров в президиуме Общего собрания акционеров ГМК «Норильский никель» 10 июня 2016 года

### Совет директоров
Председатель совета директоров компании — Андрей Бугров.
6 июня 2023 года состоялось годовое Общее собрание акционеров компании, на котором были избраны следующие члены Совета директоров:
- Александров Денис
- Батехин Сергей
- Безденежных Елена
- Бугров Андрей
- Волк Сергей
- Захарова Александра
- Захарова Марианна
- Иванов Алексей
- Комарова Ирина
- Малышев Сергей
- Сычев Антон
- Шварц Евгений
- Шейбак Егор

До этого, в апреле 2023 года, общим собранием акционеров в совет директоров компании было выдвинуто рекордное количество независимых кандидатов — девять человек. Ранее компания заявляла, что намерена продолжать процесс повышения роли независимых директоров в совете.

### Менеджмент
Генеральный директор компании — Владимир Потанин (с декабря 2012 года).
Ранее эту должность занимали:
- Анатолий Филатов (1988–1996) — директор комбината, председатель концерна и президент РАО «Норильский никель»
- Всеволод Генералов (апрель — май 1996) — и. о. президента РАО «Норильский никель»
- Александр Хлопонин (1996–2001) — генеральный директор РАО «Норильский никель»
- Джонсон Хагажеев (февраль — август 2001) — генеральный директор РАО «Норильский никель», генеральный директор ОАО «ГМК „Норильский никель“» в 1998–2001
- Михаил Прохоров (2001–2007) — генеральный директор, председатель правления ОАО «ГМК „Норильский никель“»
- Денис Морозов (2007–2008)
- Сергей Батехин (июль — август 2008)
- Владимир Стржалковский (август 2008 — декабрь 2012)
- Владимир Потанин (с декабря 2012)

## Деятельность
«Норникель» — крупнейшая компания в цветной металлургии России, входит в топ-10 самых больших частных компаний страны.
«Норникель» осуществляет поиск, разведку, добычу, обогащение и переработку полезных ископаемых,  производит и реализует цветные и драгоценные металлы. География поставок —  свыше трёх десятков стран. Производственные мощности расположены в России — в Норильском промышленном районе, на Кольском полуострове и в Забайкальском крае, а также в Финляндии и ЮАР. В 2023 году финское подразделение компании получило разрешение на увеличение производства в 1,5 раза.
В 2023 году производство никеля составило 209 тыс. тонн, производство меди — 425 тыс. тонн, производство палладия — 2,7 млн унций, производство платины — 0,7 млн унций.
В компании заявили, что временно снизили объёмы производства всех металлов, кроме платины, в 2023 году в связи с переходом на новое горное оборудование.
По заявлению самой компании, логистика осуществляется «Норникелем» в основном с использованием речных маршрутов и Северного морского пути. Только в 2022 году грузопоток по двум этим направлениям был увеличен на 40%.
«Норникель» является:
- № 1 в мире по производству никеля с долей 14 % (в России — 96 %). Согласно Bloomberg, «Норникель» — самый эффективный производитель никеля в мире[133]
- № 1 в мире по производству палладия с долей 41 %[134]
- № 3 в мире по производству платины с долей 10 %[135]

«Норникель» производит также родий, кобальт, медь, серебро, золото, иридий, рутений, селен, теллур и серу.
Доказанные и вероятные запасы:
- 8,7 млн т никеля
- 15,5 млн т меди
- 175 млн тр. унций металлов платиновой группы

Обеспеченность ресурсами при текущем уровне добычи компания оценивает в 75 лет.
Согласно изначальному прогнозу компании, рост первичного потребления никеля в мире в 2023 году составит 11% — до 3,35 млн тонн, профицит рынка  компания оценивает в 120 тыс. тонн. Позже прогноз был пересмотрен до роста потребления на 7% — до 3,22 млн тонн и профицита рынка до 200 тыс. тонн. В то же время рост промышленного потребления палладия «Норникель» оценивает в 4% — до 9,8 млн унций, потребления меди — в 2% до 25,4 млн тонн, а рост спроса на платину без учета инвестиций — в 4% до 7,4 млн унций.
Финансовые показатели компании «Норникель» за 2022 год, согласно МСФО:
- консолидированная выручка составила $16,9 млрд
- EBITDA — $8,7 млрд, рентабельность EBITDA — 52%
- чистая прибыль — $5,9 млрд
- объем капитальных вложений — $4,3 млрд
- чистый оборотный капитал — $4 млрд

В 2022 году «Норникель» занял шестую строчку в списке самых прибыльных компаний России по версии Forbes.
В октябре 2021 года в интервью «Коммерсанту» вице-президент «Норникеля» Евгений Фёдоров заявил, что инвестиции в модернизацию объектов энергетической инфраструктуры в 2021 году выросли по сравнению с 2020 годом в два раза — до 30 млрд рублей.
В январе 2023 года глава «Норникеля» Владимир Потанин рассказал в интервью РБК, как меняется бизнес компании в связи с геополитической ситуацией. В частности он указал на перестройку инвестиционной стратегии с акцентом на Россию и дружественные страны.
В марте 2023 года Потанин заявил, что «Норникель» находится в стадии пересмотра своих инвестиционных обязательств. В качестве причины он указал изменение конъюнктуры цен на мировом рынке металлов и другие внешние вызовы. Он отдельно отметил, что «Норникель» не относится к санкционным предприятиям. В то же время компания рассматривает для себя возможность вернуться на традиционные рынки, работа на которых осложнена текущей экономической ситуацией, после окончания периода нестабильности. Одновременно «Норникель» планирует реализовать все невыкупленные европейскими клиентами объемы продукции на рынке Юго-Восточной Азии. При этом с большинством имеющихся клиентов компания продлила контракты на 2023 год.
В ноябре 2023 года стало известно, что «Норникель» отказывается от крупного актива в ЮАР. Компания подписала соглашение о передаче 50 % доли в совместном предприятии Nkomati своему партнеру — южноафриканской компании African Rainbow Minerals Limited (ARM). Передача активов будет организована через Norilsk Nickel Africa Proprietary Limited (NNAf) и закончится в 2024 году. ARM также возьмёт на себя все обязательства Nkomati, включая экологические, «в обмен на взнос NNAf, подлежащий уплате в пользу ARM».

## Структура компании
«Норникель» объединяет три основные производственные площадки. Первая — Заполярный филиал, расположен на Таймырском полуострове (в Норильске, Талнахе, Кайеркане и Дудинке). Вторая площадка – на Кольском полуострове (в Мончегорске, Заполярном, Никеле). Третья площадка — Быстринский горно-обогатительный комбинат.
В «Норникеле» работает 80 тыс. человек, около 90% — более 1 года (по состоянию на 1 января 2023 года).
В апреле 2023 года «Норникель» заявил о намерении оцифровать часть собственных акций. Это один их этапов реализации мотивационной программы «Цифровой инвестор» для сотрудников, работающих в компании более 1 года. Предполагается, что компания выпустит токены, привязанные к стоимости акций, а полученные цифровые нефинансовые активы будут переданы сотрудникам без права распоряжения, но с правом получения дивидендов. Для этих целей «Норникель» готов выкупить акции на 6 млрд рублей (0,27% от эмиссии). Первыми участниками программы стали сотрудники Заполярного филиала компании — к началу июня токены на электронные кошельки получили более 1 тыс. человек, присоединились к программе 18 тыс. человек.

### Участие в компаниях
До 2006 года ГМК «Норникель» владел ЗАО «Полюс» — крупнейшим производителем золота в России (20 % производства золота в России). После реструктуризации акции ЗАО были переданы созданной компании ОАО «Полюс Золото». Акции ОАО были распределены между акционерами «Норильского никеля» пропорционально их доле. Также «Норильскому никелю» принадлежит 60,66 % российской энергетической компании ОГК-3.
29 июня 2007 года «Норникель» объявил, что ему удалось собрать 90 % акций канадской LionOre. К середине августа 2007 года компания дополнительно выкупила 7,7 % акций LionOre, аккумулировав, таким образом, 97,7 % акций канадской корпорации. Оставшиеся 2,3 % акций «Норникель» собирается в соответствии с канадским законодательством выкупить принудительно.
«Норникель» унаследовал от LionOre 50 % в совместном проекте с южноафриканской компанией ARM. Партнёрам принадлежала никелевая шахта Nkomati в ЮАР. В 2006 году Nkomati nickel добыла 396,9 тыс. т руды, выпустила 4826 т никеля. Годовая добыча меди на предприятии составляла 2,8 тыс. т, палладия — 22 тыс. унций в год. В 2019 году «Норникель» и African Rainbow Minerals приняли решение закрыть проект. В ноябре 2021 года «Норникель» получил компенсацию от правительства Ботсваны и госкомпании BCL Group из-за сделки по продаже BCL Group африканских активов «Норникеля», в том числе 50% в Nkomati.

## Текущие проекты

### Серный проект
Серный проект, или «Серная программа», — самый большой экологический проект «Норникеля» стоимостью $3,5 млрд (180 млрд рублей). Цель проекта — сократить выбросы диоксида серы до 2025 года в 10 раз, до 2030 года — в 20 раз. С выходом проекта на технологические показатели в 2024 году объема выбросов должен снизиться не менее чем на 20 %, в течение 2025 года – на 45 % от уровня базового 2015 года.
В рамках проекта планируется закрыть на Кольском полуострове, в посёлке Никель, плавильный цех, в Мончегорске — металлургический, модернизировать Медный завод и оснастить производство установками по утилизации диоксида серы. Компания не стала отказываться от серного проекта даже после штрафа в 147,7 млрд рублей от разлива дизельного топлива, произошедшего в 2020 году.
Первая очередь «Серной программы» официально стартовала 25 октября 2023 года с запуска комплекса по утилизации диоксида серы на Надеждинском металлургическом заводе. Благодаря проекту «Норникель» планирует удержать выбросы парниковых газов к 2030 году ниже текущих 10 млн тонн с учётом роста производства на 30 %.

### ESG и устойчивое развитие
В июне 2022 года «Норникель» объявил о том, что инвестирует до 2025 г. включительно 273,8 млрд руб. (около $4,5 млрд по курсу на тот момент) в модернизацию производств в Норильске для снижения воздействия на окружающую среду.
Один из ESG-проектов «Норникеля» — зелёный никель для экспорта в Европу.
Согласно основным результатам деятельности компании в области устойчивого развития за 2022 год, удалось:
- достичь значительного снижения уровня смертельных случаев на производстве (с 9-10 до 4 случаев);
- увеличить объемы очистки территории Норильска от так называемого исторического загрязнения (в 2022 году общий размер очищенной территории достиг 2,6 млн квадратных метров);
- сократить объемы сбросов сточных вод на 16,3% — до 168 млн кубометров;
- повысить уровень утилизации отходов на 19,5% — до 33 млн тонн.

По словам главы «Норникеля» Владимира Потанина, компания продолжит реализацию стратегии устойчивого развития вне зависимости от воздействия внешних факторов.

### Другие проекты
В 2020 году в Норильске открылся физкультурно-оздоровительный комплекс, инвестором которого выступил «Норникель», вложив 3,6 млрд руб.
В марте 2020 года было подписано соглашение о сотрудничестве с производителем безуглеродной энергии Fortum и химическим концерном BASF по вторичной переработке аккумуляторов. Планируется, что использование металлов из отработанных аккумуляторов сократит выбросы углекислого газа при производстве аккумуляторов для электромобилей.
В октябре 2021 года было принято решение о строительстве нового посёлка для жителей Тухарда, для чего «Норникель» выступил инициатором СПОС – свободного, предварительного и осознанного согласия жителей.
В ноябре 2021 года арбитражный суд Красноярского края удовлетворил иск Западно-Сибирского транспортного прокурора об истребовании 30 причалов из владения ПАО «ГМК “Норильский никель”». Предметом иска стали причалы Дудинского морского порта, которые до приватизации находились в пользовании концерна «Норильский никель» и, по мнению прокуратуры, не вошедшие в состав приватизируемого имущества концерна.
В апреле 2022 года «Норникель» озвучил планы по разработке месторождений лития. Для этого «Норникель» и «Росатом» планируют создать совместное предприятие с равными долями. Речь идёт о Колмозёрском месторождении в Мурманской области, на которое приходится 18,9% запасов лития в России (75 млн тонн руды). Благодаря новому предприятию «Норникель» собирается, по словам Потанина, «укрепить положение ключевого поставщика для аккумуляторной отрасли». Литий используется преимущественно для производства литий-ионных аккумуляторов электромобилей. Как пишет «Коммерсант», «Росатом» планирует использовать литий для производства литий-ионных ячеек и аккумуляторов на гигафабрике в Калининградской области (запуск завода мощностью 3 ГВт•ч в год планируется в 2026 году). Ещё годом ранее «Норникель» не планировал выходить на рынок лития (недоступная ссылка).
«Норникель» активно поддерживает малое предпринимательство в Норильске, запуская программы образовательной и акселерационной поддержки. Одна из последних инициатив — финансирование в 2023 году 9 бизнес-проектов местных предпринимателей, направленных на повышение качества жизни жителей Норильска, на сумму 48 млн рублей в виде выдачи беспроцентных займов.
С 2022 года совместно с Российской академией наук компания проводит исследования биоразнообразия в России. Полученные данные оцифровываются и вносятся в картографическом виде в «Атлас биоразнообразия».
Также с 2022 года компанией реализуется проект по наблюдению за многолетнемерзлыми грунтами — Система мониторинга вечной мерзлоты. Проект создан для оценки влияния процессов таяния мерзлоты в Норильском районе и управления рисками возникновения аварийных ситуаций, в том числе на предприятиях «Норникеля». Планируется, что со временем все объекты компании в Норильске будут оборудованы системой мониторинга состояния вечной мерзлоты.
В июне 2023 года «Норникель» и «ВКонтакте» подписали соглашение, предусматривающее совместную разработку IT-решений для металлургического бизнеса.
Также в июне 2023 года стало известно, что одно из ключевых предприятий «Норникеля», являющееся крупнейшим горнодобывающим предприятием Забайкальского края, сменит юрисдикцию. Быстринский горно-обогатительный комбинат (ГОКа), иначе известный как «Быстра», пройдет перерегистрацию из кипрской юрисдикции в российскую (редомициляцию).
В ноябре 2023 года «Норникель» и «Security Vision» подписали соглашение, предусматривающее сотрудничество для защиты промышленных информационных систем и данных в металлургическом производстве.

## Поддержка культуры и спорта
«Норникель» — попечитель Мультимедиа Арт Музея.
«Норникель» — спонсор фестиваля коренных народов Севера «Большой Аргиш».
В 2020 году компания открыла в Норильске спортивную арену «Айка», в 2021 году — «Тула-Арену». По заявлению самой компании, в строительство «Айки» было вложено 3,6 млрд рублей.
В 2021 году Норникель стал партнёром шахматиста Яна Непомнящего. Компания также является генеральным партнёром ФИДЕ по глобальному развитию детских и юношеских шахмат.
В 2023 году Норникель заключил соглашение с Федерацией шахмат России (ФШР). Компания станет генеральным партнером трансляции в России матча за звание чемпиона мира по шахматам 2023 года.
17 апреля 2023 года создан Хоккейный клуб Норильск, выступающий в ВХЛ.

## Дочерние и зависимые организации
- ООО "Норникель Спутник"
- Аэропорт Норильск[196]
- Енисейское речное пароходство[197]
- Красноярский речной порт[198]
- Гипроникель[199]
- Кольская горно-металлургическая компания[200]
- Норильская железная дорога (НЖД)[201]
- ООО «Норильскгеология»[202]
- Баскетбольный клуб ЦСКА[203]
- ОАО «Норильскгазпром»[204]
- ОАО «Таймыргаз»[205]
- АО «Таймырская топливная компания»[206]
- НОУ «Корпоративный университет „Норильский никель“»[207]
- ООО «Единство»[208]
- ОАО «НТЭК»[209]
- ОАО «Таймырэнерго»[210]
- ООО «Завод по переработке металлолома»[211]
- ООО «Заполярная строительная компания»[212]
- ООО «Норильский молочный завод»[213]
- ООО «Норильский обеспечивающий комплекс»[214]
- ООО «Норильскникельремонт»[215]
- ООО «Норильскпромтранспорт»[216]
- ООО «Нортранс-Норильск»[217]
- ООО «Норильское торгово-производственное объединение»[218]
- ООО «Норникель — общий центр обслуживания»[219]
- ООО «Востокгеология»[220]
- ООО ГРК «Быстринское»[221]
- ООО «Ренонс» (фанпарк «Бобровый лог»)[222]
- ООО «Медвежий ручей»[223]
- СК "Норильск" в структуре: мини-футбольный клуб "Норильский никель" и хоккейный клуб "Норильск"

В марте 2022 года «Норникель» продал свою авиакомпанию «Нордстар» (NordStar) менеджменту. Одним из основных владельцев стал гендиректор авиакомпании Леонид Мохов.
В апреле 2022 года «Норникель» заявил, что считает незаконным решение суда истребовавшего в пользу государства 11 объектов НЖД.
Летом 2023 года «Норникель» продал своего единственного американского дистрибьютора Norilsk Nickel USA компании TMP Metals Group. На него приходилось 15% логистической и сбытовой деятельности группы. Предполагается, что в «Норникеле» сочли, что использование сторонних подрядчиков снизит санкционные риски.

## Аварии на предприятиях
11 марта 1999 года на шахте «Ангидрит» рудника «Кайерканский» при взрыве на глубине 150 м погибли 3 горнорабочих.
15 марта 2001 года на руднике «Заполярный» при взрыве на глубине 201 м погибли 2 горнорабочих и 4 горнорабочих получили ранения.
27 августа 2003 года в одной из шахт рудника «Октябрьский» в результате обрушение горной массы погибли 2 шахтёра.
8 ноября 2003 года в одной из шахт рудника «Октябрьский» в результате обвала горной породы погиб 1 горнорабочий.
11 сентября 2015 года в шахте рудника «Октябрьский» в результате обрушения подпорной стены погибли 2 шахтёра.
25 февраля 2016 года на шахте «Маяк» рудника «Комсомольский» при затоплении шахты утонул 1 горнорабочий.
15 ноября 2016 года на руднике «Октябрьский» в результате обрушения горной массы погиб 1 горный мастер.
7 июля 2017 года в шахте рудника «Заполярный» при взрыве метана погибли 4 шахтёра.
22 октября 2019 года в шахте рудника «Таймырский» в результате удушья погибли 1 горный мастер и 2 ИТР.
29 мая 2020 года на ТЭЦ, принадлежащей Норильско-Таймырской энергетической компании (НТЭК), которая, в свою очередь, входит в группу компаний «Норильский никель», произошла утечка 21 тыс. тонн дизельного топлива. Издание «Коммерсант» называет инцидент крупнейшим в российской Арктике. Владимир Путин ввёл режим чрезвычайной ситуации (ЧС) федерального масштаба. По заключению Ростехнадзора авария произошла из-за ошибок при проектировании и строительстве свай топливного резервуара. Заведены уголовные дела против сотрудников ТЭЦ и мэра Норильска (последнего приговорили впоследствии к исправительным работам). Председатель «Ассоциации коренных малочисленных народов Таймыра Красноярского края» Григорий Дюкарев направил официальное письмо президенту Российской Федерации В. В. Путину с информацией о загрязнениях, производимых предприятиями «Норникеля». Росприроднадзор оценил ущерб окружающей среде в 147,7 млрд руб. — «Коммерсант» называет этот штраф, вероятно, крупнейшим в российской истории. Сам «Норникель» оценил ущерб от разлива топлива в семь раз ниже — в 21,4 млрд рублей и озвучил план по устранению последствий сроком на три года. ВНИРО оценил затраты на восстановление состояния водных биологических ресурсов в 40 млрд руб. «Гринпис» оценил ущерб в 6 млрд рублей. Эксперты оценили ущерб коренным народам севера в 170 миллионов рублей — по словам члена комиссии, проводившей оценку, вице-спикера Таймырской думы Сергея Сизоненко, на пострадавшей территории проживает около 700 представителей общин и домохозяйств малочисленных народов. На сентябрь 2020 года «Норникель» потратил на ликвидацию ЧП 11,5 млрд рублей. В августе 2021 года МЧС сообщило о полной ликвидации разлива топлива. В январе 2022 года «Ведомости» написали о завершении работ по восстановлению почв. В июле 2022 года «Норникель» и Росрыболовство договорились о мирном урегулировании спора — компания на 17 лет вперёд пообещала выпускать молодь рыбы в пострадавшие реки и финансировать научные работы (как пишут СМИ, это был последний неразрешённый вопрос в связи с аварией). Согласно заключению экспертов, причина аварии — оседание основания резервуара, приведшее к разрыву корпуса, которое произошло из-за подвижности свай и оседанию конструкции вследствие таяния мерзлоты. При этом существуют также альтернативные версии причин. Два чиновника МЧС и градоначальник были осуждены за бездействие, которое привело к увеличению ущерба экологии Таймыра.
28 июня 2020 года при незаконной перекачке жидкости в тундровую зону из хвостохранилища на предприятии «Норникеля» произошла утечка. «Greenpeace Россия» совместно с «Новой газетой» и с бывшим сотрудником Росприроднадзора Василием Рябининым зафиксировали, как сбрасывается содержимое хвостохранилища ТОФ, которое предназначено для хранения жидких отходов, содержащих тяжёлые металлы, поверхностно-активные вещества. Жидкость из хранилища выкачивалась насосами и сливалась в тундру. Ядовитые отходы попали в реку Хараелах, которая впадает в озеро Пясино.
12 июля 2020 года в Красноярском крае в районе посёлка Тухард из-за повреждения трубопровода компании «Норильсктрансгаз», которая входит в «Норникель», произошла утечка 44,5 тонны авиационного топлива.
1 марта 2021 года компания после нескольких аварий на своих промышленных объектах объявила об отставке первого вице-президента — операционного директора Сергея Дяченко.
14 сентября 2022 года на предприятии «Кольская ГМК» произошел пожар. Пострадавших нет.

## Участие в рейтингах
| Агентство         | Рейтинг          | Дата       |
| ----------------- | ---------------- | ---------- |
| Moody’s           | Baa2             | 18.12.2020 |
| Fitch Ratings     | BBB—, стабильный | 10.08.2021 |
| Standard & Poor's | BBB—             | 26.10.2021 |

В 2019 году Forbes назвал «Норникель» лучшим работодателем России. В 2021 году Forbes включил компанию в ТОП-10 крупнейших российских частных работодателей.
В 2021 году «Норникель» впервые вошёл в ТОП-10 рейтинга крупнейших компаний России РБК 500.

## «Атомайз»
В августе 2022 года Норникель провёл пилотную эмиссию цифровых финансовых активов (ЦФА) на блокчейн-платформе «Атомайз». Объём выпуска соответствовал задолженности компании перед поставщиком оборудования. В 2023 году сотрудники компании получили токены по программе «Цифровой инвестор».
В блокчейн-платформу Atomyze инвестирует в том числе Владимир Потанин. Помимо металлов, платформа токенизирует и другие активы, например, недвижимость.

## Награды
- Орден «За доблестный труд» (23 апреля 2025 года) — за большой вклад в развитие металлургической промышленности и достигнутые трудовые успехи[260].
- Почётная грамота Совета МПА СНГ (26 ноября 2015 года, Межпарламентская ассамблея СНГ) — за активное содействие в организации и проведении седьмого Невского международного экологического конгресса[261].